# 나나사토역
나나사토역(일본어: 七里駅)은 일본 사이타마현 사이타마시 미누마구에 있는 철도역이다.

## 역 구조
상대식 승강장 2면 2선의 지상역. 역사는 오미야 방면 승강장 측에 있고, 후나바시 방면 승강장은 과선교로 연결되고 있다.
당역은 에스컬레이터나 엘리베이터 등의 배리어 프리 설비가 완비되어 있다.

### 타는 곳
| 번선 | 노선                | 방향 | 행선                                         |
| ---- | ------------------- | ---- | -------------------------------------------- |
| 1    | 도부 어반 파크 라인 | 상행 | 오미야 방면                                  |
| 2    | 도부 어반 파크 라인 | 하행 | 이와쓰키 · 가스카베 · 가시와 · 후나바시 방면 |

## 역세권 정보
본 역의 1일 평균 이용자 수는 같은 미누마 구에 있는 전역의 오와다보다 많지만, 오와다 역처럼 역의 규모는 작다. 역 주변은 상점이나 주택지가 많지만, 역에서 조금 떨어진 곳에 농지가 확산되어 있다.
과거에는 역 북쪽에 온통 잡목림이 분포하고 있었으나, 현재는 토지 구획 정리 사업에 의하여 모두 베어졌다. 본 사업 중에는 기타구치 개설 계획도 있다.

### 역 북쪽
- 오미야 무도관
- 사이타마 시 미누마 구청
- 사이타마 시 직원 연수 센터
  - 사이타마 시립 오미야히가시 도서관을 병설
- 세븐 일레븐 사이타마시마초점
- 훼미리마트 사이타마호리사키마치점
- 사이타마 시립 하스누마 초등학교
- 오미야 후쓰토노 우체국

### 역 남쪽
- 택시 정류장 (이와쓰키 택시)
- 셔틀버스 정류장 (사이타마 기념 병원)
- 사이타마 리소나 은행 나나사토 지점
- 무사시노 은행 나나사토 지점
  - 나나사토 역전 출장소
- 주식회사 선 루즈 본사
- 데일리 야마자키 도부 나나사토 역전점
- 로손 나나사토 역전점
- 니시마쓰야 사이타마 나나사토점
- 안경 플라워 나나사토점

## 역사
- 1929년 11월 17일: 영업 개시.
- 1988년
  - 1번 승강장 오미야 방향 쪽에 인터넷 공간의 확장 공사 실시.
  - 과선교의 계단에 에스컬레이터 설치.
- 1994년: 자동 개찰기 도입과 동시에 개찰구 확장에 따라 개찰구 안에 있던 매점을 개찰구 밖(자동 매표기 옆)으로 이전.
- 2007년: PASMO도입에 따라 자동 개찰기 옆(개찰구 내)에 IC카드 충전기의 설치 및 자동 개찰기를 PASMO단말기에 갱신함.
- 2008년 4월 1일: 발차 멜로디 도입.
- 2009년 12월 1일: 역 업무를 도부 스테이션 서비스에 위탁함.
- 2014년 4월 1일: 노선 애칭(도부 어반 파크 라인) 도입에 따라 역명판을 갱신함과 동시에 승강장 기둥의 역명판도 로마자 병기 타입으로 교환함.
- 2015년: 승강장의 점자 블록을 내선 쪽에 교환.
- 2016년 3월 26일: 노다 선에서 급행 운전 개시, 당역은 통과역이다.

## 역명의 유래
과거에 존재했던 지명인 기타아다치군 나나사토 마을의 마을 이름에서 유래한다.

## 인접역
| 도부 철도 노다 선        | 도부 철도 노다 선 | 도부 철도 노다 선          |
| ------------------------ | ----------------- | -------------------------- |
| TD 04 오와다 오미야 방면 |                   | 이와쓰키 TD 06 가시와 방면 |